# Bartenshagen-Parkentin
Bartenshagen-Parkentin è un comune del Meclemburgo-Pomerania Anteriore, in Germania.

Appartiene al circondario di Rostock ed è parte dell'Amt Bad Doberan-Land.

## Geografia antropica

### Suddivisioni amministrative
Il territorio comunale comprende 5 centri abitati (Ortsteil):
- Bartenshagen
- Bollbrücke
- Hütten
- Neuhof
- Parkentin